# Machine Gun Kelly (rapper)
Machine Gun Kelly, pseudonimo di Colson Baker (Houston, 22 aprile 1990), è un cantante, attore e rapper statunitense.
Interprete di brani di grande successo come Bad Things e dissing come Rap Devil, nella sua carriera ha pubblicato sei album in studio, dividendosi fra l'attività di rapper e quella di cantante pop punk. A partire dal 2014 lavora anche come attore. Ad agosto 2022 è apparso in oltre 100 video musicali.

## Biografia

### Infanzia ed esordi
Colson Baker nasce a Houston, in Texas, il 22 aprile 1990. Lui e la sua famiglia si muovono spesso per il mondo e si stabiliscono in varie parti del globo, dall'Egitto alla Germania, così come negli Stati Uniti, a Chicago, Denver e Cleveland. Si stabilisce infine a Denver con suo padre e la zia, dopo che sua madre se ne andò di casa. Poiché il padre soffre di depressione ed è disoccupato, Colson-Kelly è spesso vittima di bullismo nel suo quartiere.

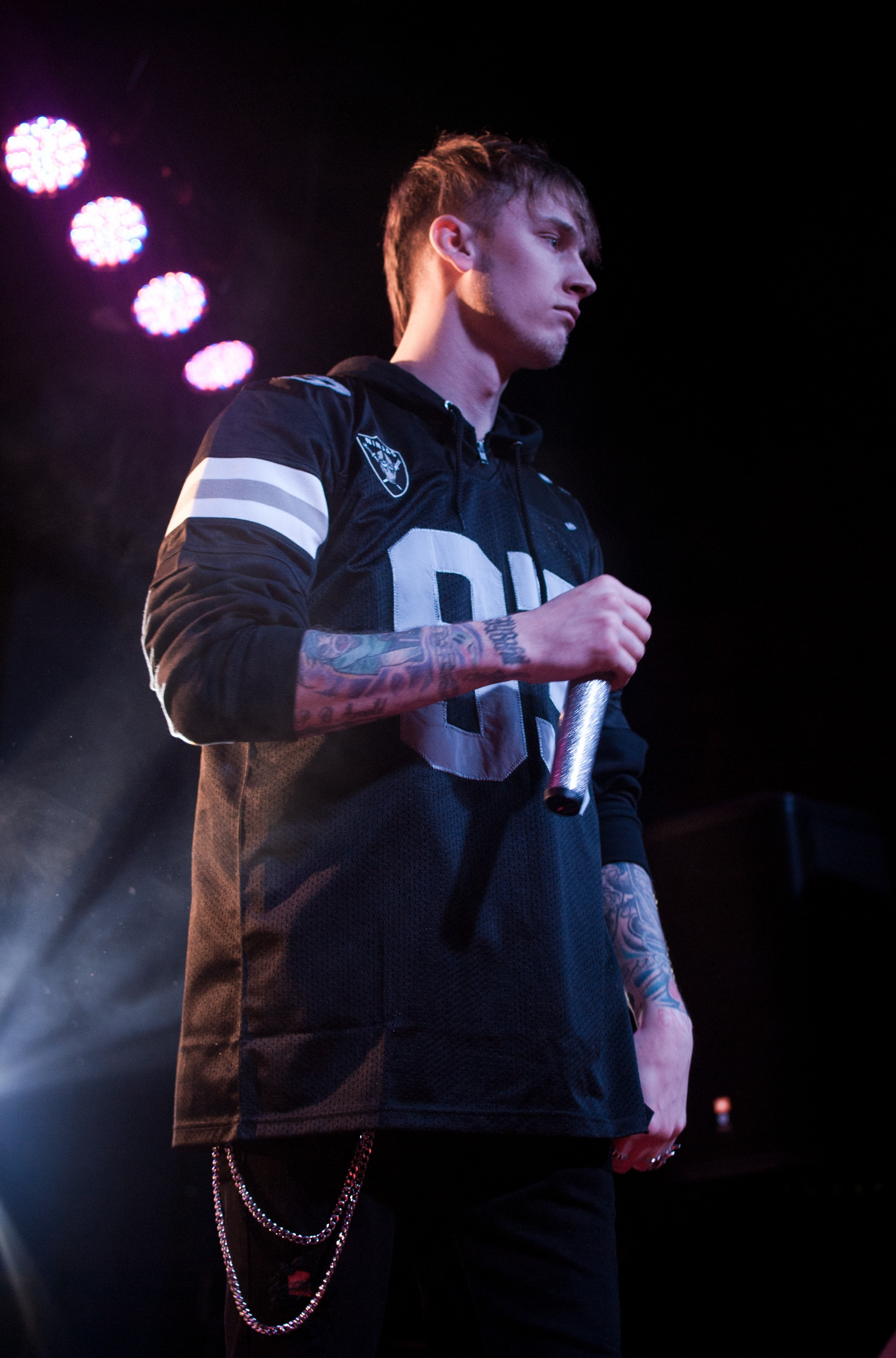
Machine Gun Kelly nel 2013

Inizia ad ascoltare hip hop in prima media, quando frequenta la Hamilton Middle School, dalla variegata composizione etnica. I primi tre rapper ascoltati sono Ludacris, Eminem e DMX, il cui brano We Right Here provoca un grande interesse da parte sua per il genere. La vita domestica del rapper era raramente stabile, poiché si trovava spesso in conflitto con il padre. Mentre frequenta la Thomas Jefferson High School, il padre si arruola e si trasferisce in Kuwait, lasciandolo a vivere con la zia. Durante questo periodo inizia a provare diverse droghe e registra il suo primo tape amatoriale, Stamp of Approval, pubblicato nel 2006 e che gli farà ricevere molta fama e abbandona gli studi. Nel 2005 il padre torna per portarlo con sé in Kuwait, ma Colson si è stabilmente trasferito a Cleveland, dove frequenta la Shaker Heights High School. Nel frattempo convince un venditore di magliette a diventare suo manager, promettendogli di fargli guadagnare il doppio delle entrate. Il nome d'arte Machine Gun Kelly, ricalcato da quello di un gangster del secolo precedente, gli viene dato da alcuni fan per il suo stile veloce.
Nel marzo 2009 il rapper partecipa all'Apollo Theater di Harlem, dove diventa il primo rapper a vincere dei premi. Registra la sua musica a casa, in uno studio che chiama Rage Cage, e inizia a guadagnare popolarità facendo freestyle all'MTV2's Sucker Free Freestyle. Nel febbraio del 2010 pubblica il suo secondo mixtape 100 Words and Running, nel quale appare per la prima volta il suo slogan Lace Up. Nonostante la crescente popolarità, per pagare l'affitto lavora da Chipotle, e dopo il diploma viene cacciato di casa dal padre, trasferendosi con Slim Gudz e Dubo nel seminterrato della casa della madre del suo manager, dove registra la maggior parte dei brani destinati a comporre il suo primo album in studio.

### 2010–2016: prime pubblicazioni,Lace UpeGeneral Admission

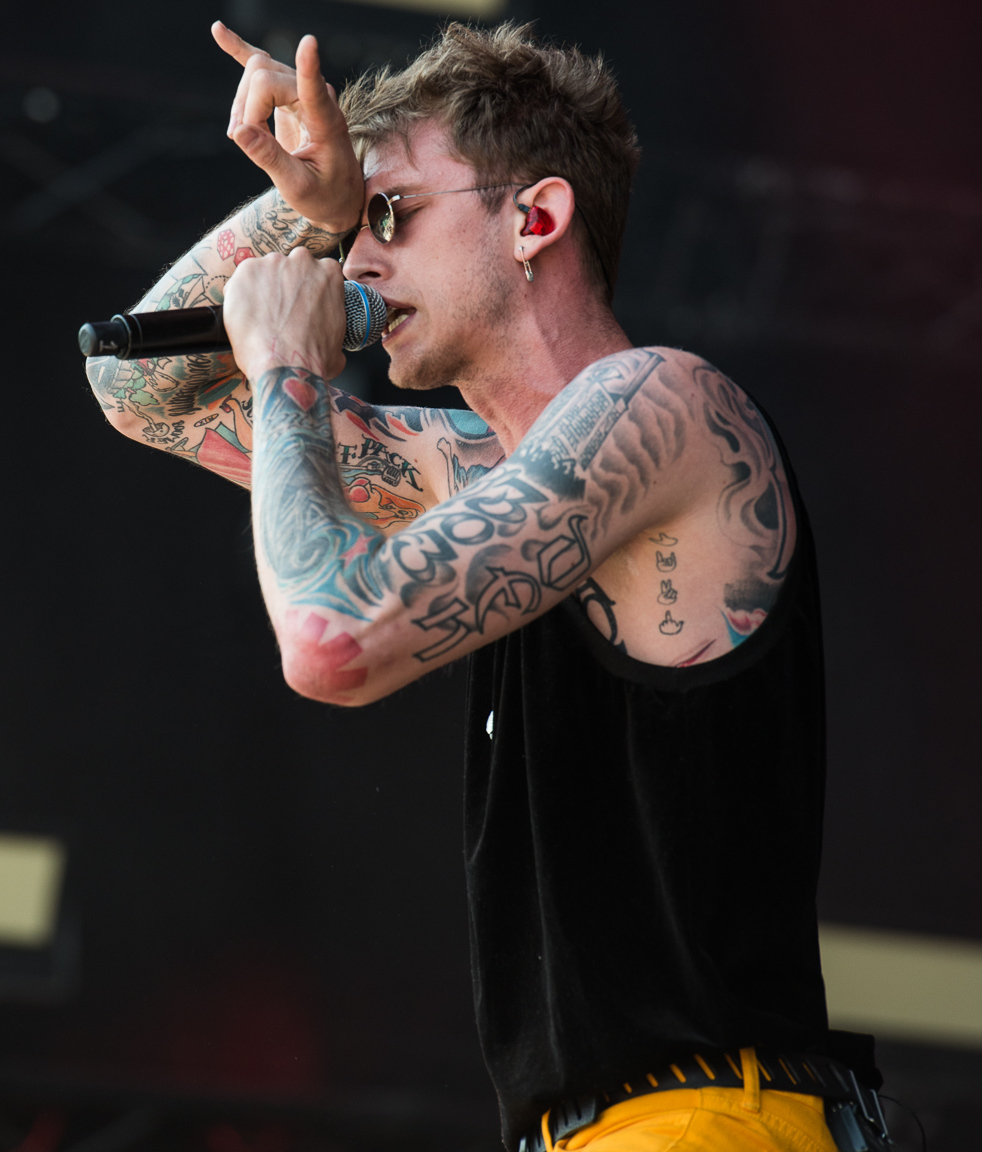
MGK al RiP nel 2017

Nel maggio 2010 debutta a livello nazionale con il singolo Alice in Wonderland, distribuito su iTunes e accompagnato da un video musicale, prodotto sotto Block Starz Music. Nel novembre dello stesso anno, produce il mixtape Lace Up, contenente Cleveland, un inno alla sua città, il quale verrà usato nelle partite casalinghe dei Cleveland Cavaliers e spesso trasmesso nella radio locale Z107. Appare poi in una traccia di Juicy J, Inhale, al cui videoclip partecipa anche Steve-O.
Nel marzo 2011 prende parte allo SXSW Festival di Austin e qui gli viene proposto un contratto da Sean Combs della nota etichetta Bad Boy Records, affiliata alla più nota Interscope Records. In seguito, produce il videoclip di Wild Boy assieme a Waka Flocka Flame e prodotto da GB Hitz. Nel 2011, Machine Gun Kelly firma un contratto con la Young and Reckless Clothing e annuncia il suo primo EP, Half Naked and Almost Famous, che viene messo in vendita il 20 marzo 2012 e debutta alla posizione 46 della Billboard 200 statunitense, vendendo 36 500 copie fino ad agosto 2012.
Il rapper successivamente pubblica il suo primo album ufficiale, Lace Up, distribuito il 9 ottobre 2012. Il disco viene premiato con il disco d'oro negli Stati Uniti per aver superato la soglia delle 500 000 unità vendute nel Paese. Nel 2012 vince l'MTV Europe Music Award al miglior artista statunitense. Nel 2013, invece, pubblica il settimo mixtape Black Flag.
Il secondo album di inediti, General Admission, è datato invece 2015.

### Bloome la faida con Eminem (2016-2018)
Il 14 ottobre 2016 viene messo in commercio il singolo Bad Things, in collaborazione con Camila Cabello. Bad Things registra un buon successo commerciale a livello globale, raggiungendo in particolare la 10ª posizione nella Billboard Hot 100 statunitense subito dopo l'uscita del video sul canale Vevo ufficiale di Machine Gun Kelly.
Il 16 marzo 2017 pubblica una collaborazione con Hailee Steinfeld intitolata At My Best, il cui video ufficiale viene pubblicato il successivo 21 aprile. Il rapper comunica che il brano, insieme a Bad Things, avrebbe fatto parte del suo terzo album in studio, pubblicato il 12 maggio 2017 con il titolo di Bloom. Nello stesso anno incide il singolo Home insieme agli X Ambassadors e Bebe Rexha, come colonna sonora del film Netflix Bright, e collabora con le Little Mix nel singolo No More Sad Songs.
Il 3 settembre 2018 il rapper pubblica il singolo Rap Devil, proponendolo come aperto brano diss nei confronti del noto rapper statunitense Eminem, che a sua volta lo aveva attaccato in Not Alike, traccia contenuta nell'album Kamikaze pubblicato a fine agosto dello stesso anno. Il motivo della faida intrapresa da Mathers sono i commenti fatti da Machine Gun Kelly sulla figlia di Eminem, Hailie Mathers, anni prima, come anche le diffamazioni a danno di Eminem lanciate da Machine Gun Kelly in seguito all'abbandono da Interscope Records. Il 14 settembre 2018 Eminem risponde al brano di MGK con il singolo Killshot al quale Kelly decide di non controbattere, come ammesso ad un'intervista televisiva, definendo Killshot un «colpo alla gamba».

### 2019–2020:Hotel DiabloeTickets to My Downfall

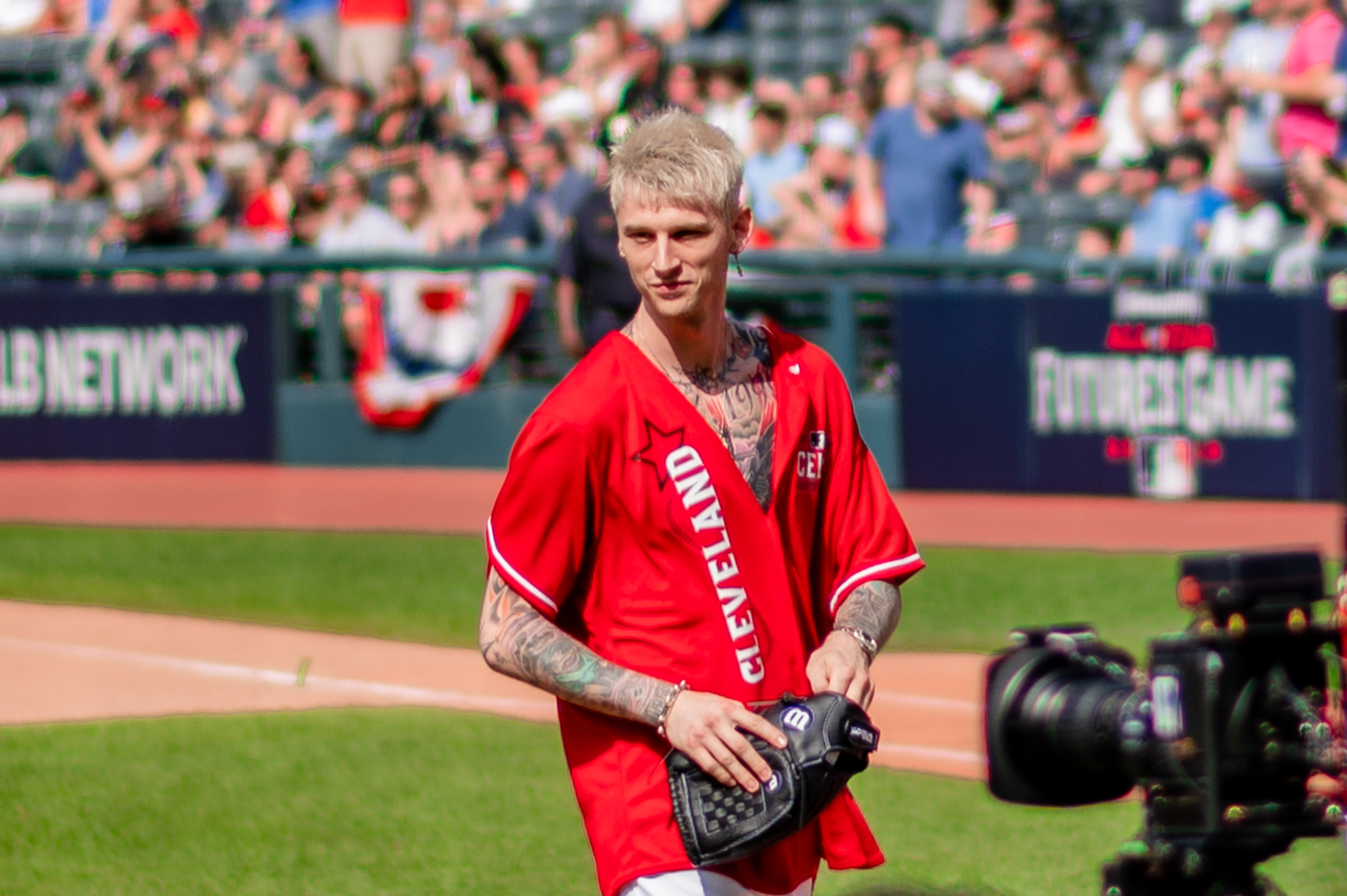
Machine Gun Kelly a Cleveland nel 2019

Nella primavera del 2019, Machine Gun Kelly avvia la promozione di Hotel Diablo, il suo quarto album in studio pubblicato nel luglio dello stesso anno. Il primo estratto è stato Hollywood Whore, nel cui video omaggia Chester Bennington, frontman e leader dei Linkin Park.
Il 1º maggio 2020 pubblica il singolo Bloody Valentine, per cui viene realizzato un videoclip ufficiale reso disponibile il successivo 20 maggio e con la partecipazione dell'attrice e modella Megan Fox. Il singolo anticipa l'uscita del quinto album del rapper, intitolato Tickets to My Downfall. L'album, costituito esclusivamente da brani pop punk (rivisto in chiave moderna), avrebbe dovuto essere pubblicato il 17 luglio 2020 ma è stato poi essere posticipato al 25 settembre dello stesso anno. L'album è interamente prodotto in collaborazione con Travis Barker, batterista dei Blink-182. Vengono successivamente pubblicati i singoli Concert For Aliens e My Ex's Best Friend insieme a blackbear. Circa un mese prima della pubblicazione dell'album, Kelly si esibisce durante gli MTV Video Music Awards 2020 con un medley di My Ex's Best Friend e Bloody Valentine. L'album debutta alla numero 1 della Billboard 200, diventando il primo album di Machine Gun Kelly a raggiungere questa posizione. Le reazioni della critica è generalmente buona, lodando la versatilità di Colson nel mettersi in gioco con un genere totalmente nuovo. Nonostante ciò non sono mancate critiche dovute al repentino cambio di genere del rapper di Cleveland, accusato di aver subito il contraccolpo dal dissing con Eminem.  

### 2021-presente:Mainstream Sellout
Conclusa la promozione dell'album, l'artista ritorna alla musica rap con il singolo DAYWALKER, che ospita un featuring col noto Youtuber CORPSE.
Il 25 marzo 2022 esce il sesto album Mainstream Sellout.
A maggio esce il singolo Gfy, in collaborazione con blackbear, a giugno pubblica il singolo More Than Life, con il featuring del rapper Glaive e a novembre Taurus con Naomi Wild.
Il 30 maggio 2023 esce il singolo Pressure. Il 23 febbraio 2024 pubblica il singolo Don't Let Me Go.

### Carriera da attore
Machine Gun Kelly debutta come attore nel 2014 nel film sentimentale Beyonde The Lights, in cui interpreta il ruolo di Kid. Seguono altre interpretazioni in thriller e horror di rilievo quali Viral, Nerve (2016) e Bird Box (2018), recitando al fianco di attori come Emma Roberts e Sandra Bullock. Nel 2019 recita nei film Captive State e The Dirt, mentre nel 2020 recita in Il Re di Staten Island e in Project Power, quest'ultimo con protagonista Jamie Foxx.

## Vita privata

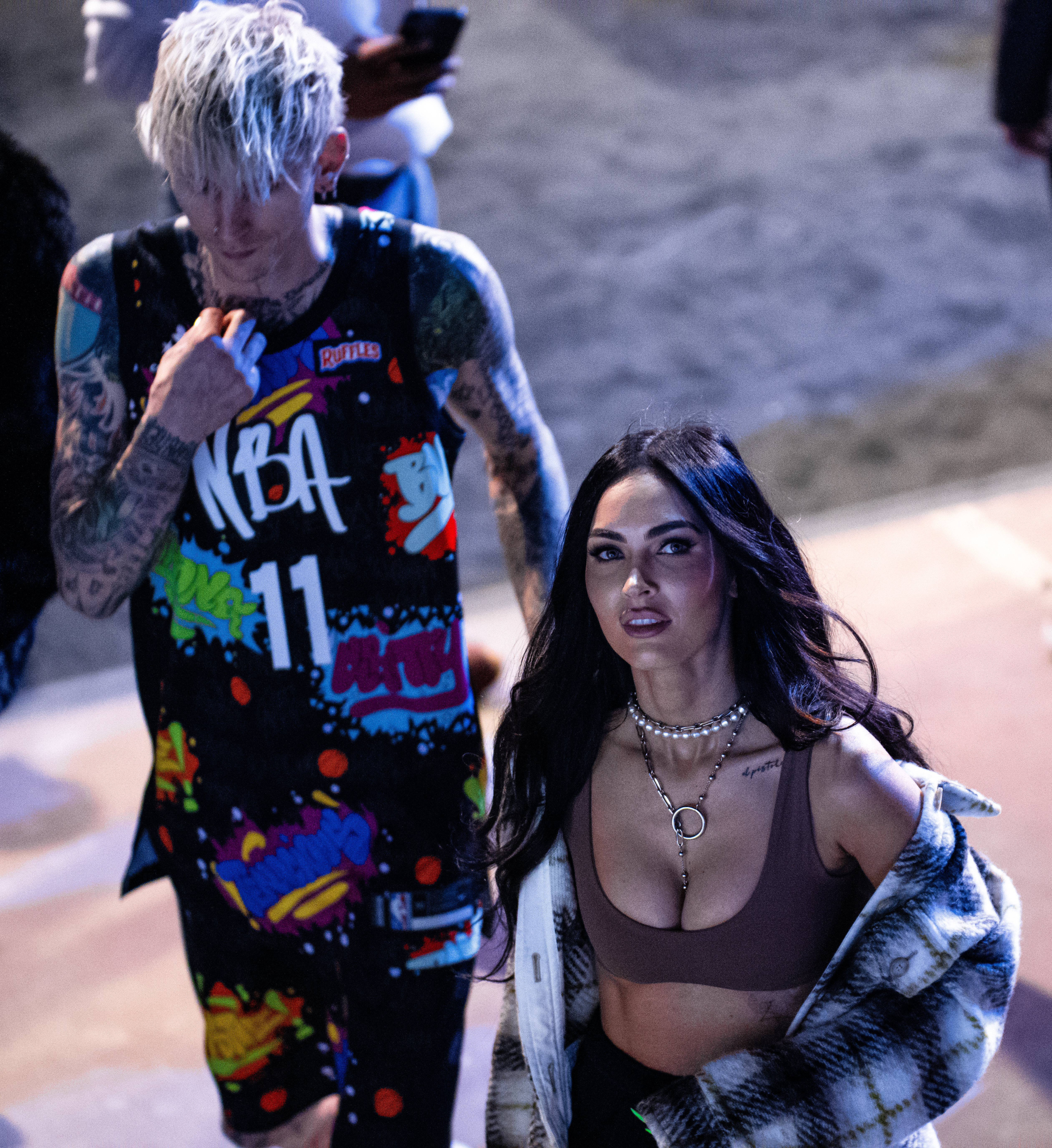
Baker e Megan Fox all'NBA Celebrity All-Star Game del 2022, il 18 febbraio 2022

Machine Gun Kelly ha una figlia di nome Casie, nata nel 2009.
A gennaio 2022 ufficializza il suo fidanzamento con Megan Fox, con la quale ha una relazione dal 2020. A novembre 2024 i due annunciano di aspettare un figlio, ma la coppia si è separata due settimane dopo l'annuncio della gravidanza. Il 27 marzo 2025 nasce Saga Blade Fox-Baker, la prima figlia della coppia.
Ha parlato apertamente del suo passato da eroinomane, da cui ha tratto la canzone Lead You On, che per lui resta quella con l'impatto emotivo più grande. A causa della sua dipendenza, nel 2010, ha attraversato un periodo da senza tetto, di conseguenza, ha frequentato un centro di riabilitazione per curarsi. Machine Gun Kelly ha tentato il suicidio per overdose.
Dichiara apertamente di fare uso di marijuana e ha dichiarato in varie interviste che fuma giornalmente, descrivendolo come "una fonte di felicità e un modo in cui le persone possono sentire un po' d'amore." Cita frequentemente la cannabis nella sua musica, mettendola in prima linea sia nelle sue canzoni che nel suo personaggio.
Come maggiori influenze cita DMX ed Eminem, ma anche gruppi rock come i Guns N' Roses e i Blink-182, soprattutto durante la sua giovinezza.
Nella notte del 3 agosto 2024 nella notte dello svolgimento dell'evento WWE Summerslam accompagna Logan Paul.

## Discografia

### Album in studio
- 2012 – Lace Up
- 2015 – General Admission
- 2017 – Bloom
- 2019 – Hotel Diablo
- 2020 – Tickets to My Downfall
- 2022 – Mainstream Sellout
- 2025 – Lost Americana

### EP
- 2012 – Half Naked & Almost Famous
- 2018 – Binge
- 2024 – Genre: sadboy (con Trippie Redd)

### Mixtape
- 2007 – Stamp of Approval
- 2009 – Homecoming
- 2010 – 100 Words and Running
- 2010 – Lace Up: The Mixtape
- 2011 – Rage Pack
- 2012 – EST 4 Life (con Dub–O)
- 2013 – Black Flag
- 2015 – Fuck It

## Filmografia parziale

### Cinema
- Beyond the Lights - Trova la tua voce (Beyond the Lights), regia di Gina Prince-Bythewood (2014)
- Viral, regia di Ariel Schulman e Henry Joost (2016)
- Nerve, regia di Henry Joost e Ariel Schulman (2016)
- Bird Box, regia di Susanne Bier (2018)
- Captive State, regia di Rupert Wyatt (2019)
- The Dirt, regia di Jeff Tremaine (2019)
- Il re di Staten Island (The King of Staten Island), regia di Judd Apatow (2020)
- Project Power, regia di Ariel Schulman e Henry Joost (2020)
- Downfalls High, regia di Colson Baker e Mod Sun (2021)
- Midnight in the Switchgrass - Caccia al serial killer (Midnight in the Switchgrass), regia di Randall Emmett (2021)
- Jackpot - Se vinci ti uccido! (Jackpot!), regia di Paul Feig (2024)

### Televisione
- Catfish: false identità - reality, 1 episodio (2015)
- Roadies – serie TV, 10 episodi (2016)

## Doppiatori italiani
- Manuel Meli in The Dirt: Mötley Crüe, Midnight in the Switchgrass - Caccia al serial killer
- Alessio Nissolino in Nerve
- Flavio Aquilone in Bird Box
- Emanuele Ruzza in Captive State
- Gabriele Sabatini in Il re di Staten Island
- Davide Albano in Project Power
- Lorenzo De Angelis in Jackpot - Se vinci ti uccido!